# 2007 a labdarúgásban

## Naptár
A következő menetrend szerinti események voltak a labdarúgásban a 2007-es évben a világon.
- Február 13. - április 26. - CONCACAF Bajnokok Kupája 2007.
- Március 24. - Az újjáalakított Montenegrói labdarúgó-válogatott győzött az első mérkőzésén Magyarország ellen.
- Május 16. - 2006–2007-es UEFA-kupa döntő Glasgowban, Skóciában.
- Május 23. - UEFA Bajnokok Ligája 2006-07 döntő Athénban, Görögországban.
- Június 6. - 24. - 2007-es CONCACAF Arany Kupa az USA-ban.
- Június 10. - 23. - UEFA U-21-es Európa-bajnokság 2007 Hollandiában.
- Június 26. - július 15. - Copa América 2007 Venezuelában.
- Július 7. - 29. - 2007-es AFC Ázsia Kupa, amit első alkalommal tartott négy nemzet: Indonézia, Malajzia, Thaiföld és Vietnám.
- Június 30. - július 22. - 2007-es FIFA U-20-as Világbajnokság Kanadában.
- Július 24. - augusztus 29. - 2007-es Észak-Amerikai SuperLiga az USA-ban, amely a felavató éve volt az amerikai/mexikói klub rendezvénynek.
- Augusztus 18. – szeptember 9. – 2007-es FIFA U-17-es Világbajnokság Dél-Koreában.
- Szeptember 10. - 30. - 2007-es FIFA Női Világbajnokság Kínában.
- 2007-es UEFA U-17-es Európa-bajnokság Belgiumban.

## Hírek

### Január
- 1 - A 74. hagyományos újévi mérkőzés a Koninklijke HFC és a korábbi holland válogatott játékosok között 3-1-es győzelemmel ért véget az Oranje javára, ez volt a negyedik egymást követő összecsapás, amelyen nyertek. Az Oranje góljait Aron Winter, Rob Witschge és Orlando Trustfull szerezte.
- 11 - David Beckham 5 éves szerződést írt alá az MLS csapat Los Angeles Galaxy-val.
- 20 - Az első számú argentin fő riválisok játszottak, a River Plate és a Boca Juniors Mar del Plata-ban. A mérkőzés 2-0-s eredménnyel végződött az esélyes River Plate-nek.

### Február
- 18 - A Melbourne Victory FC megnyerte a második A-League nagydöntőjét a Telstra Dome-ban Melbourneben, Ausztráliában, legyőzve az Adelaide United-et 6-0-ra, a Victory csatára, Archie Thompson 5 gólt szerzett.
- 19 - Az ír bajnokság uralkodó bajnokát, a Shelbourne-t visszaminősítette az Ír labdarúgó-szövetség, mielőtt a 2007-es idény elindult volna.
- 25- A Chelsea FC megnyerte az Angol Ligakupát, (Carling Cup-ként is ismert), miután legyőzte az Arsenal FC-t 2-1-re a Millennium Stadiumben.

### Március
- 18 - A Hibernian FC megnyerte a CIS Kupát (Skót Liga Kupa) döntőjét.

### Április
- 21 - Az Olympique Lyonnais lett az első klub a "top öt" európai bajnokságokban, amely hat egymást követő alkalommal megnyerte a bajnokságot, miután bebiztosította a Ligue 1 címét hat mérkőzéssel a vége előtt.
- 22 - Az Internazionale bebiztosította a 15. Serie A bajnoki címét, miután legyőzte a Siena-t, amíg a bajnoki riválisa, az AS Roma veszített az Atalanta ellen.
- 22 - A Celtic legyőzte a Kilmarnockot, így megvédte a Skót Premier League bajnoki címét.
- 29 - A PSV Eindhoven megszerezte az Eredivisie bajnoki címét, sorban a harmadikat, miután a következő három csapatnak, az AZ-nak, az AFC Ajax-nak és a PSV Eindhoven-nek is 72 pontja volt. A PSV a gólkülönbsége miatt előzte meg az Ajaxot.

### Május
- 6 - A bajnoki címvédő Chelsea elveszítette az Angol Premiership címét a Manchester United ellen, miután a Chelsea FC 10 emberrel játszott az Arsenal FC ellen, és 1-1-es döntetlent ért el az Emirates Stadiumban. Az Arsenal FC gólját Gilberto Silva szerezte büntetőből.
- 16 - A Sevilla lett az első csapat 1986 óta, amely megnyert két egymást követő UEFA Kupát, miután legyőzte az Espanyol-t a Hampden Parkban, Skóciában.
- 17 - Az AS Roma megszerezte a nyolcadik Coppa Italia címét, megnyerve a két mérkőzéses döntőt 7-3-as összesítéssel az Internazionale ellen. (6-2 az első mérkőzésen Rómában, 2-1 a másodikon Milánóban)
- 19 - A Chelsea visszavágott a Manchester Unitednek, miután legyőzte a Vörös Ördögöket az FA Kupa döntő 2007-ben. Didier Drogba a hosszabbításban szerzett egy gólt, amivel elintézte az 1-0-s győzelmet, és a hazai kupa duplázást a Chelsea-nek.
- 19 - A VfB Stuttgart nyerte a 2007-es Bundesliga címet Németországban.
- 26 - Az AC Milan megnyerte a hetedik UEFA Bajnokok Ligája címét, miután legyőzte a Liverpool-t 2-1-re.

### Június
- 17 - A Real Madrid megnyerte a 30. La Liga címét, miután megverte a Real Mallorca-t 3-1-re a Santiago Bernabéu Stadionban.
- 20 - A Boca Juniors megnyerte a 6. Copa Libertadores címét, miután legyőzte a Grêmio-t. A brazilokat 3-0-ra verték otthon, és 2-0-ra a Estádio Olímpico-ban.
- 24 - Az USA megnyerte a 4. CONCACAF Aranykupa címét, legyőzve Mexikót 2-1-re.

Augusztus
Meghal Pedro Puerta, a Sevilla 23 éves labdarúgója, ki győztes találatot szerzett a 2006-2007-es UEFA-kupa döntőjén.

## Nemzeti bajnokságok győztesei

### Európa nemzeti bajnokságai
- - A csoport – Levszki Szófia
- - Premier League – FK Sarajevo
- - Prva HNL – Dinamo Zagreb
- - Gambrinus liga – Sparta Praha
  - Druha Liga – Viktoria Zizkov
- - Premier League – Manchester United
  - The Championship – Sunderland
- - Ligue 1 – Lyon
  - Ligue 2 – FC Metz
- - Bundesliga – VfB Stuttgart
  - 2. Fußball-Bundesliga – Karlsruher SC
- - Super League – Olimbiakósz
- - Borsodi Liga – Debreceni VSC
- - Serie A – Internazionale
  - Serie B – Juventus
- - Eredivisie – PSV Eindhoven
  - Eerste Divisie – De Graafschap
- - BWINLIGA – FC Porto
- - Liga I – Dinamo București
- - Skót Premier League – Celtic
  - Skót Football League First Division – Gretna
  - Skót Football League Second Division – Morton
  - Skót Football League Third Division – Berwick Rangers
- - La Liga – Real Madrid
  - Liga BBVA – Real Valladolid
- - Super League – Fenerbahçe

### Dél-Amerika nemzeti bajnokságai
- Argentína
  - Clausura 2007 – San Lorenzo
- Uruguay
  - Primera División 2006-07 – Danubio
- Chile
  - Apertura 2007 – Colo-Colo

### Észak-Amerika nemzeti bajnokságai
- Egyesült Államok
- Kanada
  - MLS 2007 – Houston Dynamo
- Mexikó
  - Clausura 2007 – Pachuca
  - Apertura 2007 –

#### Közép-Amerika nemzeti bajnokságai
- Honduras
  - Hondurasi Apertura 2006-07 – Motagua
  - Hondurasi Clausura 2006-07 – Real España

### Ázsia nemzeti bajnokságai
- Ausztrália
  - 2006-07 A-League – Melbourne Victory

## Nemzetközi tornák
- 2007-es CONCACAF-aranykupa az Egyesült Államokban (2007. június 6 – 24.)
- #  Egyesült Államok
- #  Mexikó
- #  Kanada és  Guadeloupe
- 2007-es UEFA U-21-es Európa-bajnokság (2007. június 10 – 23.)
- #  Hollandia
- #  Szerbia
- #  Anglia és  Belgium
- 2007-es Copa América Venezuelában (2007. június 26 – július 15.)
- #  Brazília
- #  Argentína
- #  Mexikó
- #  Uruguay
- 2007-es FIFA U-20-as Világbajnokság Kanadában (2007. június 30 – július 22.)
- #  Argentína
- #  Csehország
- #  Chile
- #  Ausztrália
- 2007-es Ázsia-kupa Thaiföldön, Vietnámban, Malajziában és Indonéziában (2007. július 7 – 29.)
- #  Irak
- #  Szaúd-Arábia
- #  Dél-Korea
- #  Japán

## Jelentős edzőváltások
- Január 2. – Az Omiya Ardija Robert Verbeek jelölte ki új vezetőedzőnek Toshiya Miura helyére.
- Február 2. – Huub Stevens elhagyta a holland klubot, a Roda JC-t, hogy a Hamburger SV edzője legyen. A helyét az asszisztense, Raymond Atteveld vette át Kerkrade-ben.
- Február 8. – A Sparta Rotterdam kinevezte Danny Blind-et az új technikai igazgatójává a következő szezonra. Gert Aandewiel elment a HFC Haarlem-től, helyette Wiljan Vloet lett az új manager a holland klubnál.
- Február 15. – A holland FC Emmen menesztette Jan van Dijk vezetőedzőt.
- Február 17. – Gerald Vanenburg vezetőedzőt menesztette a Helmond Sport a bizalom hiánya miatt, a klub a honlapján számolt be erről.
- Április 10. – A Fulham FC menesztette Chris Coleman-t, helyére az északír Laurie Sanchez került.
- Április 29. – Sam Allardyce felbontotta a szerződését a Bolton Wanderers-nél, miután nyolc évet töltött el a klubnál. Ezután a Newcastle United FC-hez igazolt, a korábbi munkáját Sammy Lee vette át.
- Május 14. – Paul Jewell lemondott a Wigan managereként.
- Május 14. – Stuart Pearce-et kirúgták a Manchester City-től.
- Május 16. – Neil Warnock lemondott a Sheffield United-nél a munkájáról, a helyétre Bryan Robson került.
- Június 4. – Claudio Ranieri aláírt a Juventus-hoz, mint vezetőedző.
- Szeptember 19. – Lemondott José Mourinho, a Chelsea vezetőedzője.